# Гребля Ваді-ал-Бассейра
Гребля Ваді-ал-Бассейра (Wadi Al Basseirah) – інженерна споруда на північному сході Об’єднаних Арабських Еміратів, у еміраті Фуджейра за 6 км від міста Дібба.
Гребля, яку ввели в дію у 1999 році, виконує функції живлення водоносних горизонтів (затримання на певний час води епізодичних дощів дозволяє забезпечити Її максимальне всотування у алювіальні породи русла) та захисту від повеней. 
Гребля виконана як кам’яно-накидна споруда висотою 19,5 (за іншими даними – лише 8) метрів та довжиною 884 метра. Майже всю довжину споруди замає водопереливна секція.
Гребля може утримувати тимчасове водосховище об’ємом 1,6 млн м3, при цьому максимальна площа його  поверхні становить 0,53 км2.